# Wanderson Campos
 Wanderson Fernandes Paranhas Campos  (Pitangui, 7 de fevereiro de 1988) é um voleibolista indoor brasileiro, atuante tanto como Ponta e também como Oposto, com marca de alcance 344 cm no ataque e 330 cm no bloqueio, com vasta experiência internacional desde as categorias de base da Seleção Brasileira e conquistou na categoria infantojuvenil ouro no Sul-Americano de 2004 na Colômbia, o vice-campeonato no Mundial de 2005 na Argélia; pela categoria juvenil foi ouro no Sul-Americano  de 2006 no Brasil e campeão do Mundial de 2007 no Marrocos e pela seleção principal  foi medalha de prata na edição do ano de 2007 da Copa América, também foi campeão da Copa dos Campeões no Japão em 2009.

## Carreira
O início de sua trajetória profissional deu-se no Telemig Celular/Minas.Em 2004 recebeu convocação para Seleção Brasileira e representá-la na categoria de base, ou seja, na categoria infantojuvenil, e nesta disputou o Campeonato Sul-Americano Sub-19 em Cali, onde conquistou seu primeiro ouro pela seleção e a qualificação para o Mundial  Infantojuvenil  no ano seguinte na Argélia.
Pelo Telemig Celular/ Minas disputou a Superliga Brasileira A 2004-05 e nesta chegou a grande final, mas terminou com o vice-campeonato, e por este clube  obteve o mesmo resultado na Superliga Brasileira A 2005-06, deixando o título escapar de forma consecutiva.
O supracitado Mundial Sub-19 da Argélia de 2005, ou seja, ele estava na equipe que disputou tal edição, realizada nas cidades de Alger e Oran, chegando a final, mas a equipe brasileira deixa escapar o título, terminando com a medalha de prata, mas figurou entre os destaques individuais da competição por fundamento, sendo o décimo terceiro  maior pontuador, também foi o nono melhor atacante, terminando na décima oitava colocação entre os maiores bloqueadores,, ocupou sétimo lugar entre os melhores sacadores e ainda o trigésimo terceiro posto no levantamento e vigésimo quinto  entre os melhores defensores..
Pelo clube conquistou o título do Campeonato Mineiro de 2005.Em 2006 foi convocado para Seleção Brasileira, para representar o país na categoria juvenil, quando disputou o Campeonato Sul-Americano sediado em Manaus conquistando ouro e a qualificação para o Mundial da categoria no ano seguinte, além de ser o maior pontuador do jogo com 15 pontos, foi premiado como: melhor atacante, melhor sacador e melhor jogador (MVP) da edição; neste mesmo ano representou a Seleção Mineira, categoria juvenil, no Campeonato Brasileiro de Seleções, Divisão Especial, sediado em Brasília alcançando o bronze.
Competiu mais uma temporada pelo Minas Tênis Clube, quando disputou terceira final da Superliga Brasileira A consecutiva, desta vez não deixou seu  primeiro título  escapar, conseguiu  o lugar mais alto do pódio na Superliga Brasileira A 2006-07.
Em 2007 recebeu convocação para Seleção Brasileira, para representar o país na categoria juvenil, quando disputou o Campeonato Mundial Sub-21 realizado em Casablanca e Rabat, onde conquistou o ouro nesta edição e a exemplo da categoria infanto-juvenil também se destacou nesta edição, sendo o oitavo Melhor Atacante, o décimo Maior Pontuador, seu melhor fundamento foi no saque, sendo o quarto Melhor Sacador da competição, além disso ocupou a décima quarta posição entre os melhores defensores, e a vigésima primeira colocação entre os melhores bloqueadores.
A seleção principal chegou para Wanderson também em 2007, quando foi convocado para disputar a edição da Copa América de Voleibol de 2007 realizada em Manaus , conquistando sua primeira medalha na categoria adulta, após chegar a grande final e terminar com a medalha de prata da edição]].
Renovou com a equipe do Telemig Celular/ Minas para temporada 2007-08, e defendeu o título conquistado na edição anterior da Superliga, chegando  as semifinais numa partida inesquecível para Wanderson, vencendo os dois jogos sem a necessidade de um terceiro, contribuindo para classificar seu clube  a quarta final consecutiva da competição, sendo que na grande final  terminou com o vice-campeonato, deixando o bicampeonato escapar, após estar a frente do  placar em 2 sets a 1.
Wanderson com contrato renovado mais uma vez defendeu o clube que passou a utilizar o nome-fantasia:  Vivo/Minas, sendo  vice-campeão  do  Campeonato Mineiro de 2008 e vice-campeão da Superliga Brasileira A 2008-09, chegando a quinta final consecutiva.
Vice-campeão mineiro de 2009 e na Superliga Brasileira A 2009-10 terminou em sexto lugar na fase de classificação. Convocado para seleção principal para os treinamentos para disputar a Liga Mundial 2009. Disputou em 2009 a Copa dos Campeões nas cidades de Osaka e Nagoya, onde conquistou o ouro de forma invicta pela seleção
Após anos no clube mineiro foi contratado pelo Medley Campinas para competir na temporada 2010-11 e terminou na fase de classificação na oitava posição  da Superliga  Brasileira A 2010-11, classificando-se para a próxima fase, chegou com seu clube  até as quartas de final, mas sofreu eliminação.
Transferiu-se para o voleibol frances na temporada 2011-12, onde defendeu a equipe Stade Poitevin Poitiers  e disputou a Liga dos Campeões de 2012 e foi vice-campeão frances  nessa temporada e  efetuou em 26 jogos 181 pontos de ataques, 20 de bloqueios e 11 de saques, além de alcançar oíndice de 48,67% de eficiência na recepção e 25,23 na defesa.
Retornou ao voleibol brasileiro para defender a UFJF na temporada 2012-13, mas o resultado na Superliga Brasileira A desta temporada não foi bom, terminando apenas na décima primeira posição, ou seja, penúltima posição.
Despertou o interesse da equipe mineira do  Montes Claros Vôlei, e por esta disputou a Superliga Brasileira B de 2013, conquistando o título inédito  e o acesso a Superliga Brasileira A temporada 2013-14.conquistou também em 2013 O título da Supercopa Banco do Brasil.Para a temporada 2013-14 o clube transferiu-se do centro-oeste para  cidade mineira de Montes Claros.
Em 2014 novamente atuou no voleibol francês, com a temporada 2013-14 em andamento reforçou  a equipe de A.S.Cannes participou de 11 jogos, registrou 52 pontos de ataques e 8 de bloqueios encerrando em nono lugar na Liga A Francesa.
Foi contratado pelo SAEMS Tourcoing LM para disputar as competições do calendário esportivo 2014-15

## Títulos e resultados
- Superliga Brasileira-Série A:2006-07[6], 2007-08[6], 2008-09
- Campeonato  Francês:2011-12 [28]
- Superliga Brasileira-Série A:2004-05,[5],2005-06[6]
- Supercopa Banco do Brasil:2013
- Superliga Brasileira B:2013
- Campeonato Mineiro:2005[13],2006,2007
- Campeonato Mineiro:2008[24], 2009
- Campeonato Brasileiro de Seleções Juvenil:2006[17]

## Premiações individuais
- 4º Melhor Sacador do Campeonato Mundial Juvenil de 2007[21]
- MVP do Campeonato Sul-Americano Juvenil de 2006[15]
- Melhor Atacante do Campeonato Sul-Americano Juvenil de 2006[15]
- Melhor Sacador do Campeonato Sul-Americano Juvenil de 2006[15]

## Ligações Externas
- Perfil Wanderson Titagon (pt)
- Perfil Wanderson (pt)